# Vaterpolo Akademija Cattaro
Il Vaterpolo Akademija Cattaro è una società di pallanuoto montenegrina, con sede a Cattaro.
Il club fu fondato nel 2000 da alcuni membri della famiglia Vičević, importanti ex pallanuotisti montenegrini, e comprende una squadra maschile e una femminile.
La sezione maschile è stata inclusa nella Liga Adriatica a partire dalla seconda edizione di tale torneo, nella stagione 2009-2010. Proprio durante questa stagione conquista il primo titolo della sua storia, la Coppa LEN, la seconda competizione europea per club e disputa la finale di Supercoppa Len.

## Rosa 2014-2015
| N° |                       | Ruolo | Giocatore           |
| -- | --------------------- | ----- | ------------------- |
|    | Montenegro (bandiera) |       | Ivan Bjelobrković   |
|    | Montenegro (bandiera) |       | Anton Cankar        |
|    | Montenegro (bandiera) |       | Željko Dončić       |
|    | Montenegro (bandiera) |       | Vasilije Hajdarević |
|    | Montenegro (bandiera) |       | Marko Ivančević     |
|    | Montenegro (bandiera) |       | Bojan Krivokapić    |
|    | Montenegro (bandiera) |       | Milija Mandić       |
|    | Montenegro (bandiera) |       | Dušan Milaš         |
|    | Montenegro (bandiera) |       | Vasilije Mičanović  |
|    | Montenegro (bandiera) |       | Nikola Obradović    |

| N° |                       | Ruolo | Giocatore         |
| -- | --------------------- | ----- | ----------------- |
|    | Montenegro (bandiera) |       | Miroslav Perković |
|    | Montenegro (bandiera) |       | Boško Piper       |
|    | Montenegro (bandiera) |       | Jovan Popović     |
|    | Montenegro (bandiera) |       | Sava Popović      |
|    | Montenegro (bandiera) |       | Marko Vukotić     |
|    | Montenegro (bandiera) |       | Stefan Vukotić    |
|    | Montenegro (bandiera) |       | Nebojša Vušković  |
|    | Montenegro (bandiera) |       | Željko Đurović    |
|    | Montenegro (bandiera) |       | Obrad Šabanović   |

## Palmarès

### Trofei internazionali
- Coppe LEN: 1

2009-2010